# Cotmeana
Cotmeana est une commune roumaine située dans le județ d'Argeș.